# Arhiepiscopia Iașilor
Arhiepiscopia Iașilor este o eparhie a Mitropoliei Moldovei și Bucovinei din cadrul Bisericii Ortodoxe Române. Are sediul în municipiul Iași și este condusă chiar de mitropolitul Moldovei, Teofan Savu.